# Marie-Hélène van den Broek
 (mars 2020).
Si vous disposez d'ouvrages ou d'articles de référence ou si vous connaissez des sites web de qualité traitant du thème abordé ici, merci de compléter l'article en donnant les références utiles à sa vérifiabilité et en les liant à la section « Notes et références ».
La princesse Marilène d'Orange-Nassau, van Vollenhoven-van den Broek (née Marie-Hélène Angela van den Broek le 4 février 1970) est l'épouse du prince Maurits d'Orange-Nassau, van Vollenhoven, et est ainsi membre de la Maison royale néerlandaise jusqu'à l'accession au trône du roi Willem-Alexander en 2013, le prince Maurits étant trop éloigné du monarque régnant. Elle reste membre de la grande famille royale néerlandaise.

## Jeunesse
La princesse Marilène est née à Dieren, Rheden, et est la plus jeune fille de Hans van den Broek et Josee van den Broek-van Schendel. Les van den Broeks appartiennent au patriciat néerlandais. Marilène van den Broek a obtenu son diplôme d'études secondaires (enseignement secondaire pré-universitaire) à Wassenaar en 1988. Elle a étudié de 1988 à 1994 à l'Université de Groningen où elle a obtenu son diplôme de maîtrise en administration des affaires. La princesse Marilène travaille actuellement au Rijksmuseum Amsterdam, un musée national néerlandais consacré aux arts, à l'artisanat et à l'histoire. 

## Mariage et enfants
Elle a épousé civilement le prince Maurits d'Orange-Nassau, van Vollenhoven à Apeldoorn le 29 mai 1998, suivie d'une cérémonie religieuse le 30 mai. Le Prince Maurits est le fils aîné de la princesse Margriet des Pays-Bas et de Pieter van Vollenhoven. La princesse Marilène et le prince Maurits ont trois enfants, sans titre, mais par arrêté royal du 26 mai 1998 portant le nom de famille van Lippe-Biesterfield van Vollenhoven : 
- Anastasia (Anna) Margriet Joséphine van Lippe-Biesterfeld van Vollenhoven, née à Amsterdam le 15 avril 2001.
- Lucas Maurits Pieter Henri van Lippe-Biesterfeld van Vollenhoven, né à Amsterdam le 26 octobre 2002.
- Felicia Juliana Bénedicte Barbara van Lippe-Biesterfeld van Vollenhoven, née à Amsterdam le 31 mai 2005.

## Titres et distinctions
- 1970-1998 : Mlle Marie-Hélène Angela van den Broek
- depuis 1998 : Son Altesse la princesse Marie-Hélène d'Orange-Nassau, van Vollenhoven-van den Broek